# «L'Astrolabe» (Р 800)
«L'Astrolabe» (Р 800) — Криголам ВМС Франції, призначений для матеріально-технічного забезпечення французьких науково-дослідних баз в Антарктиді, а також патрулювання полярних вод в південних широтах Світового океану.

## Будівництво
Проект нового криголама був розроблений французькою компанією Marine Assistance і фінською Aker Arctic. Судно було побудовано на верфі французької компанії Piriou за контрактом, укладеним 9 червня 2015 року в результаті співпраці декількох міністерств Франції. Будівництво корпусу здійснювалося субпідрядником на польській верфі компанії CRIST в Гдині, на якій 16 грудня 2015 року було розпочато будівництво. 22 грудня 2016 року корпус покинув сухий док і був спущений на воду. Після цього він був доставлений до Франції для остаточного оснащення. 12 липня 2017 року в порту Конкарно ВМС Франції відбулася церемонія хрещення. Хрещеною матір'ю криголама стала Енрік Жірардін, міністр культури Французьких Південних і Антарктичних Територій. 12 серпня залишив порт Брест, де проходив остаточне оснащення, і попрямував до свого порту приписки на острові Реюньйон. Церемонія введення в експлуатацію відбулася у вересні. Місцем базування став  острів Реюньйон.

## Призначення та функції корабля
Новий криголам зможе виконувати відразу дві ролі, що дозволить йому замінити однойменне судно забезпечення «L'Astrolabe», яке з 1984 по 2017 рік доставляло вантажі на французьку антарктичну базу на землі Аделі, і патрульний корабель «L'Albatros» 1966 року побудови, який до 2015 року виконував місії з патрулювання в південних районах Світового океану. Криголам може працювати в середній річній кризі товщиною до 1,2 метра протягом літа і осені і до 1,0 метра протягом зими і весни. Призначений для безперервного переміщення в шарі криги товщиною 60-80 см на швидкості 5,5 вузла. У ВМФ Франції буде значитися як патрульне криголамне судно. Передбачається, що в літній час (120 днів в році) новий криголам буде забезпечувати матеріально-технічну підтримку наукових баз в Антарктиді, а решту часу присвятить виконання місій з охорони суверенітету Франції.
На криголамі можливе розміщення 60 осіб. Судно забезпечує перевезення до 1 200 т вантажів (до 26 стандартних 20-футових контейнерів). Є два телескопічних крана вантажопідйомністю 35 т і 900 кг. Передбачене базування одного вертольота.

## Служба
7 вересня 2017 року прибув в Ле-Пор, острів Реюньйон, завершивши свій перехід з Бреста в Реюньйон через Гібралтарську протоку і Суецький канал. Свою першу місію з постачання станції Дюмон-Д'юрвіль  на землі Аделі, Антарктика, провів в 2018 році.
У листопаді 2019 року великий дефект гребного гвинта змусив криголам скасувати місію поповнення поставок до антарктичних дослідницьких станцій Франції. Французькі експедитори, вантажі та запаси були перевезені  на австралійському криголамі, який був наданий Австралійським антарктичним дивізіоном.